# Campeonato Africano de Voleibol Femenino Sub-20 de 2013
La XIV edición del Campeonato Africano de Voleibol Femenino Sub-20 se llevó a cabo en Nigeria del 14 al 16 de marzo. Los equipos nacionales compitieron por tres cupos para el Campeonato Mundial de Voleibol Femenino Sub-20 de 2013 a realizarse en República Checa.  

## Grupo

### Clasificación
| Pos | Equipo  | PJ | PG | PP | SG | SP | PTS |
| --- | ------- | -- | -- | -- | -- | -- | --- |
| 1   | Egipto  | 2  | 2  | 0  | 6  | 0  | 6   |
| 2   | Argelia | 2  | 1  | 1  | 3  | 4  | 3   |
| 3   | Nigeria | 2  | 0  | 2  | 1  | 6  | 0   |

#### Resultados
| Fecha    | Encuentro         | Resultado | Set   | Set   | Set   | Set   | Set | Puntuación total |
| Fecha    | Encuentro         | Resultado | 1     | 2     | 3     | 4     | 5   | Puntuación total |
| -------- | ----------------- | --------- | ----- | ----- | ----- | ----- | --- | ---------------- |
| 14-03-13 | Argelia - Nigeria | 3-1       | 25-23 | 25-27 | 25-16 | 25-21 |     | 100-87           |
| 15-03-13 | Egipto - Nigeria  | 3-0       | 25-16 | 25-21 | 25-19 |       |     | 75-56            |
| 16-03-13 | Argelia - Egipto  | 0-3       | 22-25 | 21-25 | 11-25 |       |     | 54-75            |

## Clasificación General
| Pos | Equipo  |
| --- | ------- |
|     | Egipto  |
|     | Argelia |
|     | Nigeria |

| Predecesor: Túnez 2010 | Campeonato Africano de Voleibol Femenino Sub-20 Nigeria 2013 | Sucesor: No se ha anunciado |